# Jamie Luk
Jamie Luk Kim-ming (chiń. 陸劍明) – hongkoński aktor, reżyser i scenarzysta filmowy. Od 1974 roku zagrał w ponad 130 filmach. W 1986 roku podczas piątego rozdania wraz z Wingiem-Hung Tangiem otrzymał nagrodę Hong Kong Film Award w kategorii Best Screenplay za film Choh dim yuen yeung oraz otrzymał nominację do narody People’s Choice Award.

## Filmografia

### Jako aktor

#### Filmy pełnometrażowe
| Rok  | Tytuł                      |
| ---- | -------------------------- |
| 1974 | Fang Shiyu yu Hong Xiguan  |
| 1974 | Wu hu jiang                |
| 1974 | Ludzie z klasztoru Shaolin |
| 1974 | Hong quan yu yong chun     |
| 1974 | Na Zha                     |
| 1974 | Shao Lin wu zu             |

### Jako reżyser

#### Filmy pełnometrażowe
| Rok  | Tytuł                              |
| ---- | ---------------------------------- |
| 1985 | Choh dim yuen yeung                |
| 1985 | Qing chun jie pai                  |
| 1986 | Ni qing wo yuan                    |
| 1987 | Tian guan ci fu                    |
| 1988 | Ji wu cang jiao                    |
| 1988 | Ku jia tian xia                    |
| 1989 | Si qian jin                        |
| 1989 | Wo ai Tang Ren Jie                 |
| 1990 | Jiang shi yi sheng                 |
| 1991 | Nü ji xie ren                      |
| 1992 | Che shen                           |
| 1993 | Leung sheung ching yuen            |
| 1994 | Wei, wen bian wei?                 |
| 1994 | Ai de jing ling                    |
| 1994 | Chai dan zhuan jia bao bei zha dan |
| 1995 | Yue hei feng gao                   |
| 1996 | Chuk sing mooi ji yee a suen a     |
| 2001 | An dou                             |
| 2001 | Chin nin dang yat tin              |
| 2002 | Yin yang lu 15: Ke si hun lai      |
| 2002 | Sam tiu                            |

### Jako producent

#### Filmy pełnometrażowe
| Rok  | Tytuł           | Uwagi                  |
| ---- | --------------- | ---------------------- |
| 2007 | Bracia krwi     |                        |
| 2009 | Incydent        | Jako producent liniowy |
| 2011 | Daai mo seut si | Jako producent liniowy |

## Nominacje
Źródło: Internet Movie Database
| Rok  | Nagroda               | Kategoria                             | Wynik     |
| ---- | --------------------- | ------------------------------------- | --------- |
| 1986 | Hong Kong Film Award  | Best Screenplay (Choh dim yuen yeung) | Wygrana   |
| 1986 | People’s Choice Award | (Choh dim yuen yeung)                 | Nominacja |